# Aspartam
Aspartam (E 951) ist ein synthetischer Süßstoff, der als Lebensmittelzusatzstoff eingesetzt wird. Die erlaubte Tagesdosis beträgt in der Europäischen Union 40 Milligramm pro Kilogramm Körpergewicht.
Aspartam leitet sich von den beiden natürlichen α-Aminosäuren L-Asparaginsäure und L-Phenylalanin ab, die zu einem Dipeptid verknüpft sind. Aspartam ist der Methylester des Dipeptids L-Aspartyl-L-phenylalanin.

## Entdeckung und Zulassung
Aspartam wurde 1965 durch Zufall von James M. Schlatter, einem Chemiker des pharmazeutischen Unternehmens G.D. Searle & Company entdeckt, als er an der Synthese des Peptidhormons Gastrin arbeitete.
Erste Verträglichkeitsuntersuchungen führten zu mehrdeutigen Ergebnissen und mündeten in eine Debatte über eine mögliche Kanzerogenität bei Ratten. Die für die Zulassung von Lebensmittelzusatzstoffen verantwortliche US-amerikanische Behörde Food and Drug Administration (FDA) lehnte deshalb eine Zulassung von Aspartam mehrere Jahre lang ab. 1980 befasste sich ein FDA-Untersuchungsausschuss aus unabhängigen Beratern mit der Frage, ob Aspartam Gehirntumoren auslösen könne. Der Ausschuss verneinte dies, lehnte jedoch eine Zulassung aufgrund der offenen Frage der Kanzerogenität bei Ratten weiterhin ab.
1981 erhielt die G.D. Searle & Company von der FDA eine Zulassung für Aspartam (NutraSweet). Der FDA-Vorsitzende Arthur Hull Hayes, der sich auf eine japanische Studie berief, die dem Untersuchungsausschuss noch nicht zur Verfügung gestanden hatte, sowie auf Aussagen einer Expertengruppe, erteilte die Zulassung zunächst für Trockenprodukte. 1983 wurde Aspartam auch für kohlensäurehaltige Getränke, 1993 als Zusatzstoff bei sonstigen Getränken, Back- und Süßwaren zugelassen. Seit 1996 unterliegt es in den Vereinigten Staaten keinerlei Verwendungsbeschränkung mehr.
Searle hielt ein Patent auf Aspartam und vermarktete es unter dem Handelsnamen NutraSweet. 1985 wurde Searle vom Unternehmen Monsanto übernommen, das die Süßstoffproduktion unter dem Namen NutraSweet Company als eigenständigen Unternehmensteil fortführte und im Jahr 2000 wieder abstieß, woraus Merisant entstand. Die NutraSweet Company gehörte dann für einen Zeitraum dem privaten Investmentfonds J.W. Childs Equity Partners II L.P. Das Patent ist bereits 1992 abgelaufen, heute wird der weltweite Aspartam-Markt von verschiedenen Wettbewerbern versorgt.
In Deutschland wurde Aspartam gemäß der Zusatzstoff-Zulassungsverordnung am 13. Juni 1990 freigegeben.

## Herstellung
Es sind chemische und enzymatische Verfahren zur Herstellung von Aspartam beschrieben. Ausgangsstoff der chemischen Synthese ist (S)-Asparaginsäure, die durch die Reaktion mit Phosphoroxychlorid in ein cyklisches Carbonsäureanhydrid überführt wird. Dessen Umsetzung mit (S)-Phenylalaninmethylester liefert dann Aspartam:
Als Nebenprodukt entstehen bei dieser Reaktionssequenz bis zu 20 Prozent des unerwünschten β-Isomers. Die Reinigung erfolgt durch fraktionierte Kristallisation.

## Eigenschaften
Aspartam ist eine chirale, farblose, süß schmeckende, kristalline Substanz, die bei 248–250 °C schmilzt und in Wasser und den meisten organischen Lösemitteln nur schwach löslich ist. Der isomere L-Aspartyl-D-phenylalaninmethylester erzeugt einen bitteren Geschmack.
Aspartam hat einen mit Zucker vergleichbaren Energiegehalt von 17 kJ/g. Aufgrund seiner im Vergleich zu Zucker 200-mal höheren Süßkraft wird es in viel geringeren Mengen eingesetzt, so dass mit Aspartam gesüßte Lebensmittel einen erheblich niedrigeren Energiegehalt besitzen. Daher wird es für energiearme Diäten und für die Ernährung bei Diabetes mellitus verwendet. Die Bildung von Karies wird durch Zuckeraustausch- oder Süßstoffe nicht oder deutlich weniger stark gefördert.

### Zersetzung

Cyclisierung von Aspartam zum 2,5-Dioxopiperazin unter Abspaltung von Methanol

Aspartam ist nicht hitzebeständig und zersetzt sich bei 196 °C. Bei Temperaturen ab 150 °C findet ein rascher Zerfall des Aspartams statt. Der Abbau bei 105 und 120 °C verläuft demgegenüber relativ langsam. In Mischungen mit einem Wassergehalt über 8 Prozent wird Aspartam wesentlich rascher abgebaut.
Aspartam kann sich in seine Einzelkomponenten (L-Asparaginsäure, L-Phenylalanin und Methanol) zersetzen oder zu einem 2,5-Dioxopiperazin („Diketopiperazin“) cyclisieren, was beim Kochen und Backen geschieht und wodurch es die Süßkraft verliert.
Die Stabilität von Aspartam in Lösungen wird durch die Zeit, Temperatur und den pH-Wert beeinflusst. Die optimale Stabilität wird im schwach sauren pH-Bereich erreicht, in dem sich die meisten Getränke bewegen. Im Bereich zwischen pH 2,5 und 5,5 kann Aspartam als stabil betrachtet werden. Das Stabilitätsoptimum liegt bei pH 4,2.

## Verwendung
Aspartam ist ein verbreiteter Süßstoff in Produkten wie brennwertreduzierten Erfrischungsgetränken, Süßwaren, Backwaren und Milchprodukten sowie in Backglasuren, Frühstücksflocken, Kaugummi, Instantkaffee, Pudding und Fertiggerichten.
Aspartam wird unter den Handelsnamen „Canderel“, „Equal“ und „NutraSweet“ vermarktet.
2023 untersuchte das Bundesinstitut für Risikobewertung den Süßstoffgehalt von energie- und zuckerreduzierten Erfrischungsgetränken. In 67 der untersuchten Getränke wurde Aspartam verwendet, wobei der Großteil der Getränke mehr als einen Süßstoff enthielten (87 von 92). Der Aspartamgehalt lag bei Cola/Colamischgetränken zwischen 11 und 492 mg/l, bei Energydrinks bei 144 mg/l, für Limonaden zwischen 0,05 und 117 mg/l und für Teekaltgetränke bei 31,8 mg/l.

## Metabolisierung
Der Aspartat-Phenylalanin-Methylester wird durch eine intestinale Esterase in das Dipeptid Asp-Phe und Methanol gespalten. Methanol wird direkt zu Kohlenstoffdioxid oder Formaldehyd verstoffwechselt. Das Dipeptid Asp-Phe wird von mucosalen Dipeptidasen in die natürlich vorkommenden, proteinogenen Aminosäuren Phenylalanin und Asparaginsäure zerlegt. Aspartam wird daher fast vollständig im Darm abgebaut, nur ein sehr geringer Teil gelangt in den Blutkreislauf. Diese Menge ist so gering, dass sie unterhalb der Nachweisgrenze liegt.
Phenylalanin oder das durch die Phenylalaninhydroxylase daraus entstehende Tyrosin wird zum Großteil in Proteine eingebaut. Asparaginsäure wird größtenteils über eine Transaminase in Oxalacetat umgewandelt und über den TCA-Zyklus direkt im Energiestoffwechsel eingesetzt.

## Gesundheit
Aspartam darf von Menschen mit der angeborenen Stoffwechselerkrankung Phenylketonurie nicht konsumiert werden. Von dieser Erkrankung ist rund jedes 10.000ste neugeborene Kind betroffen. Halten die sich nicht an eine streng phenylalaninarme Diät, sind schwere Nerven- und Hirnschädigungen möglich. Daher müssen Lebensmittel, die Aspartam enthalten, gemäß Anhang III Nummer 2.3 der Verordnung (EU) Nr. 1169/2011 (Lebensmittel-Informationsverordnung) mit dem Hinweis „Enthält eine Phenylalaninquelle“ gekennzeichnet werden.
Der Aspartammetabolit Phenylalanin hemmt die Aktivität der Intestinalen Alkalischen Phosphatase (IAP), eines vom Darmepithel gebildeten Enzyms, das u. a. die Aufnahme von Endotoxinen vermindert und insbesondere das Risiko eines metabolischen Syndroms bei fettreicher Ernährung verringert. Im Tierversuch entwickelten Mäuse unter fettreicher Diät mit Aspartam eine gestörte Glukosetoleranz und ein signifikant höheres Körpergewicht beziehungsweise Adipositas.
Ein weiterer, beim Verstoffwechseln von Aspartam gebildeter Metabolit ist Methanol, das auch bei der Verdauung von Gemüse und Obst wie frischen Citrusfrüchten entsteht. Eine geringe Menge kann der menschliche Organismus aber problemlos entgiften. Auswirkungen auf das Hungergefühl und die Insulinausschüttung behandelt der Artikel Süßstoff.

### Wissenschaftliche Untersuchung

#### Untersuchungen der neurologischen oder psychiatrischen Wirkung
Eine umfassende Untersuchung der EFSA sieht keine neurotoxische Wirkung, die mit der Einnahme von Aspartam assoziiert ist. Aspartam wird über Asparaginsäure zu Glutamat umgewandelt, was ein potenter Neutrotransmitter ist. Auch ein kausaler Zusammenhang von Epilepsie oder Nervenleiden ist nicht belegbar.
Bisherige Untersuchungen zu Kopfschmerzen oder Migräne im Zusammenhang mit Aspartam zeichnen ein uneinheitliches Bild bzw. finden keine Belege hierfür.

#### Untersuchungen der mutagenen oder kanzerogenen Wirkung
In der Literatur werden vereinzelt tierexperimentelle Studien angeführt, bei denen Aspartam zur Krebsentstehung beiträgt oder selbst krebsauslösend wirkt, beispielsweise die 1996 erschienene tierexperimentelle Studie von John W. Olney oder eine Veröffentlichung von 2007 des Ramazzini-Instituts in Italien über Fütterungen an Ratten.
Dies wurde durch den wissenschaftlichen Ausschuss für Lebensmittel (SCF) der Europäischen Kommission und der Europäische Behörde für Lebensmittelsicherheit (EFSA) evaluiert – so kam der SCF nach der Auswertung des wissenschaftlichen Materials 1997 zu dem Schluss, dass ein Anstieg der Hirntumorrate nicht belegt sei. Die EFSA bemängelte an der Studie von 2007 fehlende Datensätze, Widersprüche zu vorangegangenen Studien und die Fehlinterpretation der Ergebnisse: Brustkrebs komme bei Ratten generell häufig vor, die übrigen Tumoren seien mehrheitlich auf chronische Lungenentzündung zurückzuführen. Auch das US National Cancer Institute kam in einer Publikation von 2006 zu dem Ergebnis, dass die „Hypothese der Leukämie- oder Hirntumor-fördernden Wirkung des Aspartams […] nicht bestätigt [wird].“
Allgemein kommen die US-amerikanischen Behörden Food and Drug Administration, EFSA, JECFA und andere Meta-Reviews zum Schluss, dass es beim Menschen keine Anhaltspunkte dafür gibt, dass Aspartam ein erhöhtes Risiko für Krebs bei der Benutzung als Lebensmittelzusatz bewirkt.
2022 sah eine französische Online-Kohortenstudie ein erhöhtes Krebsrisiko mit Aspartam assoziiert, wovon kein kausaler Zusammenhang abgeleitet werden kann. In einer Online-Kohortenstudie tragen befragte Teilnehmer freiwillig und selbstständig ihre Krankengeschichte und Ernährungsinformationen ein.

#### Methanol als Abbauprodukt
Methanol ist ein Abbauprodukt von Aspartam und kann in hohen Dosen toxisch wirken. Die durch Verdauung entstehende Menge an Methanol aus Aspartam ist nur ein Bruchteil dessen, was natürlicherweise im Körper produziert wird. Die EFSA schlussfolgert außerdem, dass Methanol aus Aspartam vom Körper auf die gleiche Weise abgebaut wird wie Methanol, das aus anderen Nahrungsquellen stammt.

### Europäische und internationale Beurteilungen
- Die Erlaubte Tagesdosis wurde in der EU auf 40 mg/kg Körpergewicht/Tag festgesetzt. Praktisch bedeuten 40 mg/kg Körpergewicht für einen 70 Kilogramm schweren Menschen etwa 266 Süßstofftabletten oder – für einen 60 kg schweren Menschen – teilweise mehr als 12 Liter (36 Dosen à 330 ml) einer mit Aspartam gesüßten Diätlimonade. Bei einem Diätgetränk, das Aspartam in der zulässigen Verwendungshöchstmenge enthält, wären 4 Liter (12 Dosen à 330 ml) nötig, um den ETD-Wert (Erlaubte Tagesdosis) zu überschreiten. Die auf dem Lebensmittelmarkt erhältlichen Limonaden unterschreiten die zulässigen Höchstwerte jedoch deutlich.[51]
- Die Food and Drug Administration (FDA) wertete eine große Anzahl toxikologischer und klinischer Studien zu Aspartam aus und erklärte 1981 den Gebrauch für sicher, sofern eine Tagesdosis von 50 mg/kg Körpergewicht nicht überschritten werde. Im April 2007 stellte sie auf Basis der durch das Ramazzini-Institut in Italien zur Verfügung gestellten Versuchsdaten fest, dass die Ergebnisse dieser Studie nicht bestätigt werden können. Es wurde bemängelt, dass nicht alle Daten zur Verfügung gestellt worden seien. Die FDA sah keinen Grund, die Sicherheit von Aspartam infrage zu stellen.[52]
- Der Gemeinsame FAO/WHO-Sachverständigenausschuss für Lebensmittelzusatzstoffe (JECFA) sieht den Verzehr von Aspartam innerhalb der akzeptierten Tagesmengen seit 1981 als sicher an.[47]
- Die Europäische Behörde für Lebensmittelsicherheit (EFSA) spricht seit 2002 von einer Unbedenklichkeit von Aspartam und stellte fest, „dass es bisher keine wissenschaftliche Grundlage dafür gibt, frühere Sicherheitsbewertungen für Aspartam neu zu überdenken“.[16] Durch den Beschluss der Europäischen Kommission musste die EFSA jedoch bis 2012 das künstliche Süßungsmittel Aspartam (E 951) neu überprüfen. Einmal wurde 2010 in einer epidemiologischen Studie ein Zusammenhang zwischen Aspartamkonsum und einem erhöhten Auftreten von Frühgeburten[53], zum anderen eine Karzinogenitätsstudie am Tiermodell[54] durch das Ramazzini-Institut veröffentlicht.[55] In der abschließenden Neubewertung von Ende 2013 wird die erlaubte EU-Tagesdosis von 40 Milligramm Aspartam pro Kilogramm Körpergewicht als unbedenklich erklärt.[56][26]
- Das Bundesinstitut für Risikobewertung konnte 2003 und 2014 einen Zusammenhang zwischen den durch Stoffwechsel aus Aspartam entstehenden Stoffen Asparaginsäure, Phenylalanin und Methanol und Kopfschmerzen, Allergien, neuroendokrinen Veränderungen, Epilepsie oder Hirntumoren nicht bestätigen.[9]
- Im Juli 2023 stufte die zur WHO gehörende Internationale Agentur für Krebsforschung (IARC) Aspartam als möglicherweise krebserregend ein. Bei Verzehr innerhalb des empfohlenen Höchstwerts von 40 mg/kg Körpergewicht/Tag besteht aber kein erhöhtes Krebsrisiko.[57][58] Das IARC gibt an, dass für seine Einschätzung nur „begrenzte Evidenz“ vorliegt.[59]

## Verwandte Stoffe
Superaspartam ist ein Derivat von Aspartam, das ca. 14.000-mal süßer ist als Saccharose. Bei Superaspartam ist die freie Aminogruppe durch einen (p-Cyanophenyl-)Carbamoylrest substituiert. Superaspartam wurde 1982 von Chemikern der Universität Claude Bernard Lyon bei der Suche nach Süßstoffen auf Aspartam-Basis entdeckt. Durch Austausch des Sauerstoffatoms in der Harnstoffeinheit durch ein Schwefelatom erhielten sie 1985 das Thio-Superaspartam mit einer 50.000-fachen Süßkraft. Außerdem synthetisierten sie 1991 das Neotam, ebenfalls ein Süßstoff auf Aspartam-Basis. Ein weiterer verwandter Süßstoff ist Alitam, das als Dipeptidamid wesentlich hitzestabiler als die Dipeptidester vom Aspartamtyp ist.

Superaspartam, (p-Cyanophenyl-)Carbamoyl-L-aspartyl-L-phenylalaninester
Thio-Superaspartam, (p-Cyanophenyl-)Carbamothioyl-L-aspartyl-L-phenylalaninester
Neotam, N-(N-(3,3-Dimethylbutyl)- L-α-aspartyl)-L-phenylalanin- 1-methylester
Alitam, L-Aspartyl-D-alanyltetramethyl- thiethanylamid